# John Moore (militär)
John Moore, född 13 november 1761 i Glasgow, död 16 januari 1809, var en brittisk officer, som vid sin död i slaget vid La Coruña var generallöjtnant. Han var son till läkaren och författaren John Moore.

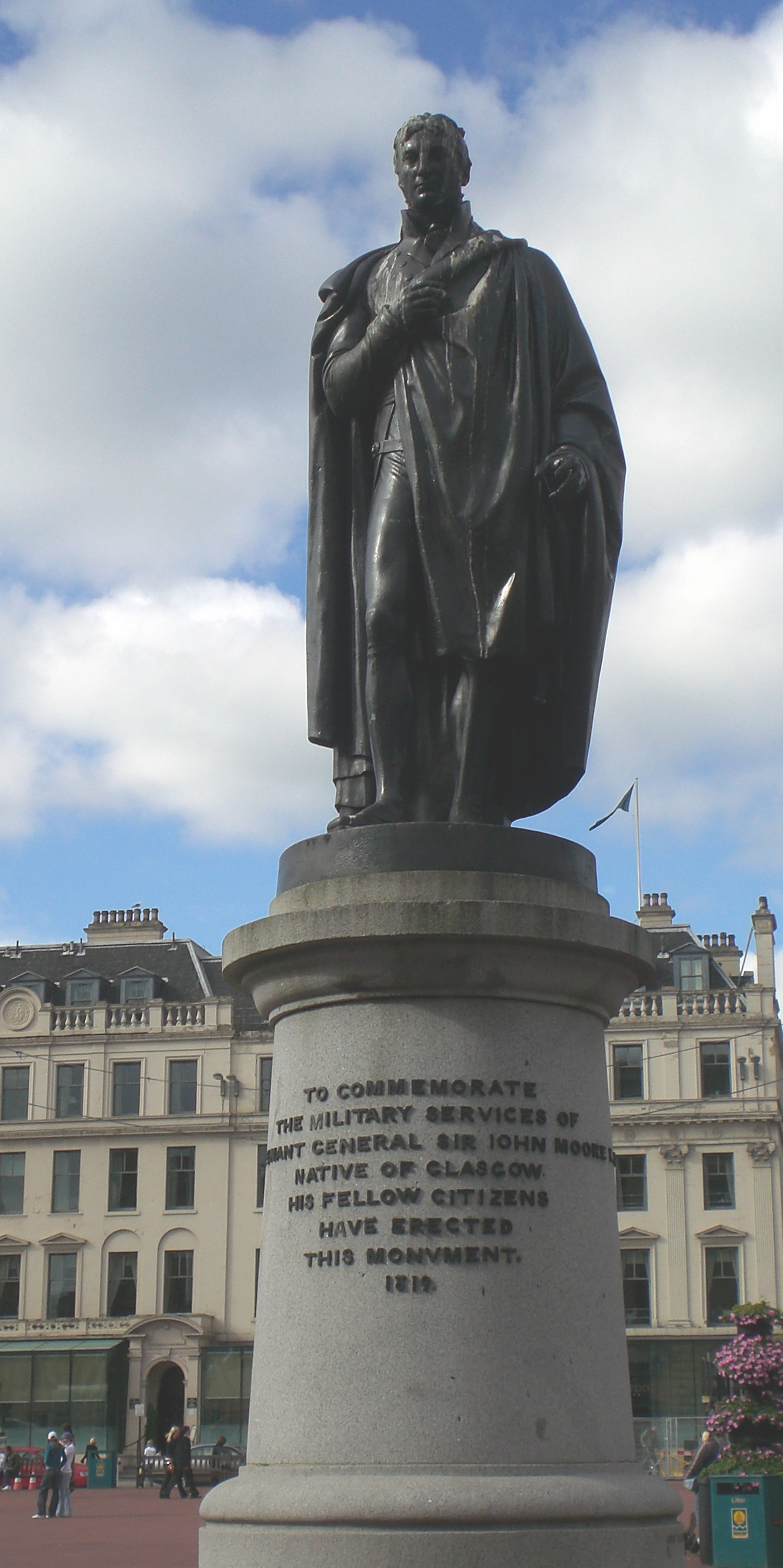
John Moores staty i Glasgow.

Moore tjänstgjorde 1779–1783 i Nordamerika i kriget mot koloniernas uppror, deltog 1792 och de följande åren i operationerna på Korsika och utmärkte sig 1796, då brigadgeneral, i Västindien, särskilt vid stormningen av Santa Lucia, samt utnämndes till öns guvernör. Senare kämpade han mot upproret på Irland 1798, var med på expeditionen till Helder (1799), åtföljde general Ralph Abercromby till Egypten (1800), var underbefälhavare på Sicilien (1806) och tjänstgjorde i Portugal (1807).
I maj 1808, i samband med Dansk-svenska kriget 1808–1809, anlände han till Göteborg med 11 000 man hjälptrupper åt det från alla håll angripna Sverige. På grund av misstro mot svenskarnas vilja och förmåga att med kraft försvara sig själva sökte han dock efter förevändningar att återvända och avvisade alla de olika planer för truppernas offensiva användning, som Gustav IV Adolf framlade. Kungen vägrade att låta trupperna landstiga i Göteborg, innan man kommit överens om var de skulle användas. 
Kungen ansåg det olämpligt och onödigt att ta emot främmande trupper, som inte fick användas annat än för defensiva ändamål, och kan möjligen också ha befarat att engelsmännen skulle ta Göteborg i besittning. Detta utnyttjades av Moore för att framkalla en konflikt med kungen, och på detta sätt skaffade han sig den önskade anledningen att vända tillbaka med sina trupper.
Samma år, 1808, erhöll Moore befälet över de brittiska trupperna i Portugal. Därifrån bröt han in i Spanien för att dra bort Napoleon I från södra delen av landet och genomförde ett skickligt återtåg till Coruna, där han dödligt sårades i en segerrik strid mot marskalk Nicolas Jean-de-Dieu Soult. En staty över Moore (utförd av John Flaxman) finns rest i Glasgow.